# Masalia sublimis
Masalia sublimis är en fjärilsart som beskrevs av Emilio Berio 1962. Masalia sublimis ingår i släktet Masalia och familjen nattflyn. Inga underarter finns listade i Catalogue of Life.